# 惠康基金会
惠康基金会，中文亦称“惠康信托”、“维尔康基金”、“维康基金”或“卫尔康基金”，是英国最大的慈善基金会之一，致力于提高公民和动物的健康福利事业。维康基金是英国最大的生物医药研究赞助者之一，也是世界最大的生物医学研究基金之一，与美国的霍华德·休斯医学研究所相比拟。

## 简介

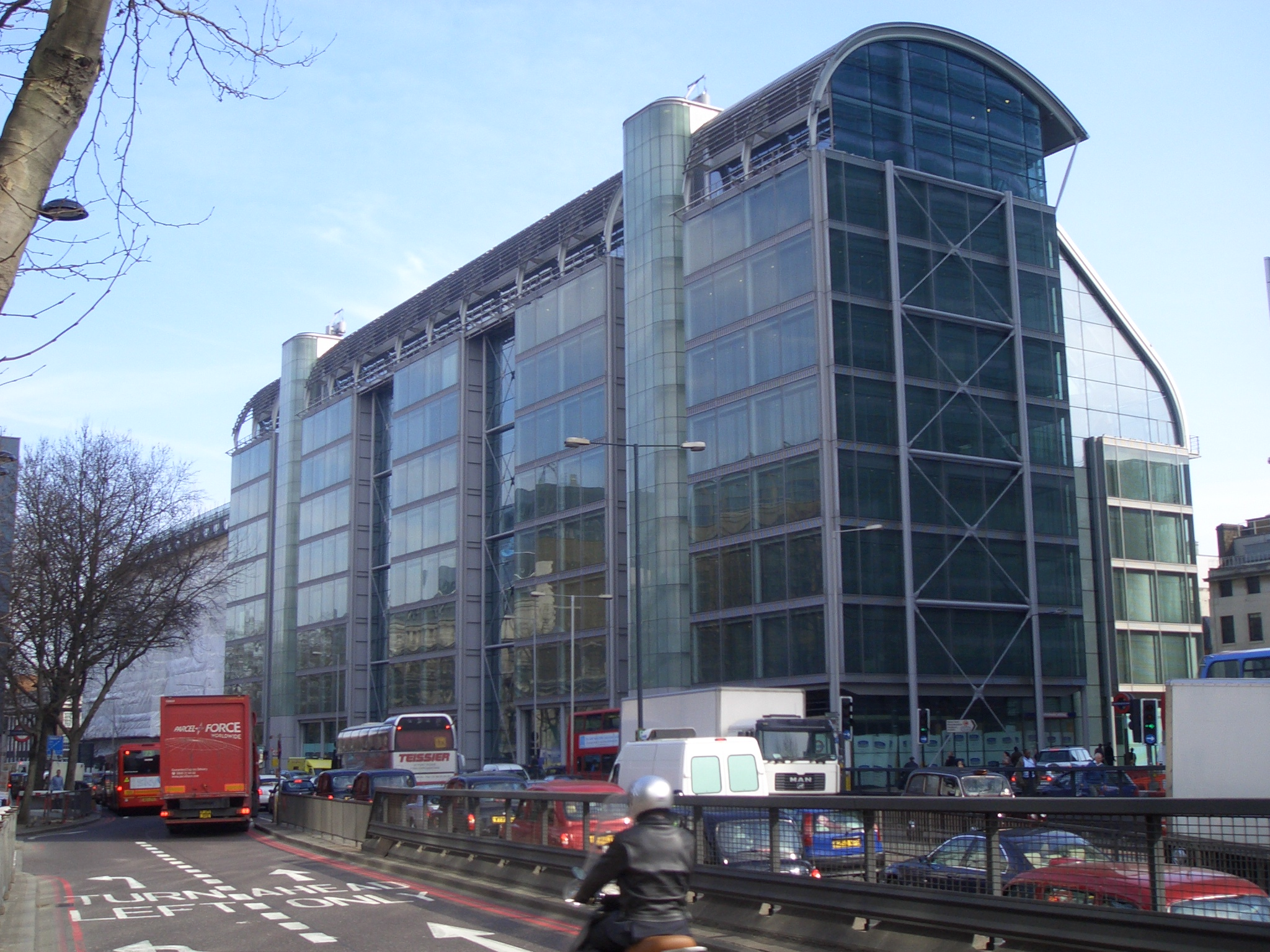
惠康基金会的大楼，位于伦敦尤斯顿路

惠康基金会是非政府非盈利的慈善机构，是英国最大的非政府来源的生物医学研究赞助者。惠康基金会每年获得捐助约为145亿英镑。基金会的基本宗旨是“... to foster and promote research with the aim of improving human and animal health”（即“......扶持和促进能提高人类和动物健康的研究”）。基金会也从事科学普及工作和唤起公众健康意识的工作。

## 历史
惠康基金会最初于1936年成立，创办人是美国出生的英国人、制药业巨头亨利·惠康爵士。基金会最初的资金来源于伯勒斯·惠康公司（Burroughs Wellcome，今英国制药业巨头葛兰素史克）。

## 基金会战略
惠康基金会重点关注生物医学领域未解决的重大基础问题和与公共健康关切的严重问题。在2010年－2020年的研究赞助战略是：
- 基因学和基因组的研究，从而使相关效益最大化。
- 人类大脑的研究。
- 重大传染病的研究。
- 发育、衰老和慢性病的研究。
- 环境、营养和健康之间关系的研究。

## 开放政策
惠康基金会施行开放取用（Open Access）政策。2003年，惠康基金会签署了开放取用宣言。2006年10月，惠康基金会成为第一家要求强制实施开放取用的学术研究资助机构。

## 附属研究机构
- 惠康基金会干细胞研究中心（Wellcome Trust Centre for Stem Cell Research）
- 惠康基金会神经影像中心（Wellcome Trust Centre for Neuroimaging）